# Sucha Górna (Czechy)
Sucha Górna (cz. Horní Sucháⓘ, niem. Obersuchau) – wieś gminna i gmina w kraju morawsko-śląskim, w powiecie Karwina w Czechach. Przez miejscowość przepływa rzeka Suszanka (prawy dopływ Łucyny).
Od strony zachodniej i południowej sąsiaduje z Hawierzowem (z Suchą Średnią i Żywocicami), na północy z Karwiną (z Dołami), a na wschodzie ze Stonawą i Olbrachcicami.
W latach 1975–1990 miejscowość znajdowała się w granicach administracyjnych Hawierzowa.

## Ludność
W 2001 Czesi stanowili 67,2% populacji, Polacy 23,2%, Słowacy 4,6%, Morawianie 1% a Ślązacy 0,5%. Odsetek wierzących wynosił 47,5%, z czego katolicy 71,8%.

## Historia
Miejscowość po raz pierwszy wzmiankowana została w łacińskim dokumencie Liber fundationis episcopatus Vratislaviensis (pol. Księga uposażeń biskupstwa wrocławskiego), spisanej za czasów biskupa Henryka z Wierzbna ok. 1305 w szeregu wsi zobowiązanych do płacenia dziesięciny biskupstwu we Wrocławiu, w postaci item in Sucha utraque. Zapis ten oznaczał, że istniały już dwie wsie o tej nazwie (utraque - obie, zapewne Dolna i Górna), a brak określenia liczby łanów, z których będzie płacony podatek wskazywał, że wsie była w początkowej fazie powstawania (na tzw. surowym korzeniu), co wiąże się z przeprowadzaną pod koniec XIII wieku na terytorium późniejszego Górnego Śląska wielką akcją osadniczą. Wsie politycznie znajdowały się wówczas w granicach utworzonego w 1290 piastowskiego (polskiego) księstwa cieszyńskiego, będącego od 1327 lennem Królestwa Czech, a od 1526 roku w wyniku objęcia tronu czeskiego przez Habsburgów wraz z regionem aż do 1918 roku w monarchii Habsburgów (potocznie Austrii).
Znacznie do rozwoju ekonomicznego i demograficznego miejscowości w XIX wieku przyczynił się rozwój przemysłu w Zagłębiu Ostrawsko-Karwińskim. W 1869 miejscowość liczyła 1476 mieszkańców.
Według austriackiego spisu ludności z 1910 miejscowości Sucha Górna miała 2761 mieszkańców, z czego 2733 było zameldowanych na stałe, 2625 (96%) było polsko-, 66 (2,4%) czesko- a 42 (1,5%) czeskojęzycznymi, 2118 (76,7%) było katolikami, 624 (22,6%) ewangelikami, 15 (0,5%) wyznawcami judaizmu a 4 innej religii lub wyznania.
Po podziale Śląska Cieszyńskiego w 1920 roku Sucha Górna znalazła się w granicach Czechosłowacji. W 1921 liczyła 3561 mieszkańców, a w 1930 3561. W październiku 1938 została zaanektowana wraz z resztą Zaolzia przez Polskę a podczas II wojny światowej przez nazistowskie Niemcy. Po 1945 w granicach Czechosłowacji. W 1950 w Suchej Górnej mieszkało 4501 osób a w 1961 5298. W 1975 roku znalazła się w granicach administracyjnych Hawierzowa, co trwało do 1990 roku.
W Suchej Górnej urodził się w 1910 Adolf Kantor – polski sportowiec amator, organizator imprez sportowych. W 1924 przyszedł tu na świat Bronisław Firla, architekt i działacz polonijny. Z Suchą Górną związany był także Tadeusz Michejda – polski polityk, który tutaj pracował.

## Zabytki
W miejscowości znajduje się kościół katolicki z 1835 roku, zamek oraz rzeźba świętego Jana Nepomucena z 1843.

## Koło Polskiego Związku Kulturalno-Oświatowego

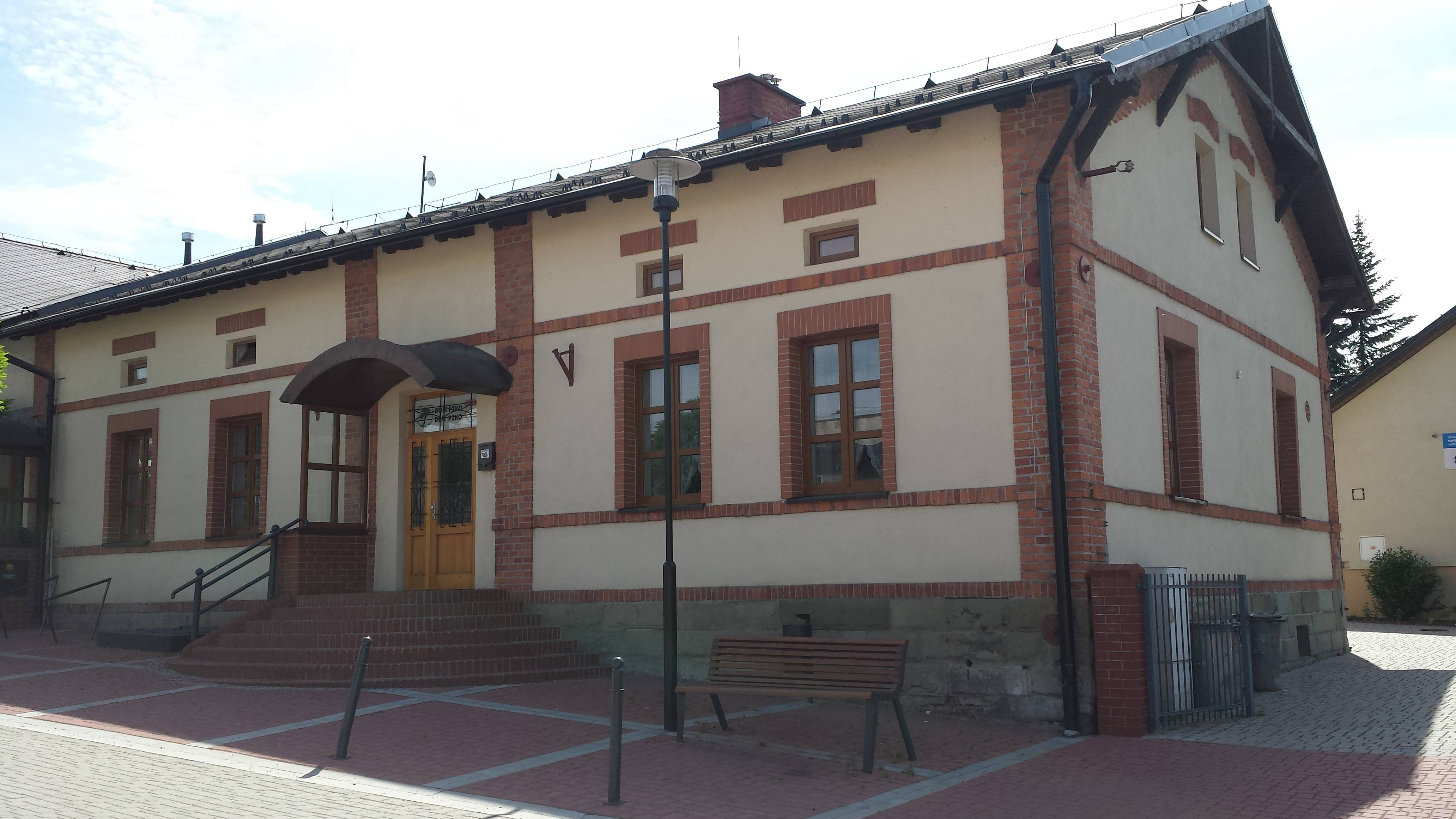
Budynek MK PZKO Sucha Górna, czerwiec 2015

Na terenie miejscowości aktywną działalność prowadzi założone 9 listopada 1947 w sali Domu Robotniczego koło PZKO, zrzeszające działaczy, aktywistów oraz sympatyków kultury polskiej. Jego członkowie działają na polu kulturalnym i politycznym dla zachowania tradycji swoich przodków i dla zachowania polskości na terenie Zaolzia, nawiązując do działalności kulturalno-oświatowych organizacji działających w latach międzywojennych, szczególnie do Macierzy Szkolnej.
Już pod koniec pierwszego roku działalności Koło liczyło 476 członków, natomiast w roku 1967 liczba ta wzrosła do 875. W tym okresie w ramach Koła funkcjonowały zespoły „Melodia”, „GAMA”, „Robinsonki”, chór mieszany, męski i żeński, zespół teatralny, taneczny i muzyczny „FORUM”.
W październiku 1968 otwarto Dom PZKO, co korzystnie wpłynęło na warunki działalności Koła. W nowym budynku odbywały się odtąd próby zespołów, wystawy, spotkania absolwentów szkół, imprezy Klubu Młodych, prelekcje, uroczystości rodzinne oraz posiedzenia zarządu. W następnych latach założono Klub kobiet, Klub Młodych, klub szachistów i zespół gimnastyczno-rytmiczny.
W sierpniu 1992 roku przystąpiono do generalnej rekonstrukcji Domu PZKO. Kolejny, ostatni remont budynku miał miejsce w latach 2010–2011.
W roku 2013 rozpoczęło współpracę ze wsią Syrynia oraz gminą Lubomia w województwie śląskim.
Aktualnie w ramach Koła funkcjonują: założony w 1953 Zespół Pieśni i Tańca Suszanie, Chór mieszany „Sucha” oraz założony w 2003 15-osobowy zespół śpiewaczy „Chórek”, występujący w strojach cieszyńskich i śpiewający zaolziańskie piosenki ludowe. Działają tu także Klub Kobiet (kontynuator powołanej do życia 14 listopada 1948 Sekcji Kobiet - następcy Koła Gospodyń Wiejskich" z lat 30), organizujący kursy haftu, szycia czy gotowania; Klub Młodych „Na Poddaszu”, Klub Chłopa (od 2012), Klub Sportowy oraz męski minikabaret „Suszynas”.
Pierwszy polski chór w Suchej Górnej powstał przy Macierzy Szkolnej w roku 1913. Wielką popularnością śpiew chóralny w Suchej cieszył się w dwudziestoleciu międzywojennym, gdy działało aż 9 chórów śpiewaczych. Po II wojnie światowej w Suchej pozostały tylko 2 chóry (męski i mieszany), które z powodu spadku zainteresowanie śpiewem chóralnym połączyły się, tworząc dzisiejszy Chór Mieszany "Sucha".

### Fedrowani z Folklorym
Fedrowani z Folklorym inaczej też Fedrowani - impreza folklorystyczna w Suchej Górnej organizowana przez Miejscowe koło PZKO, odbywająca się na jesieni w suskim Domu Robotniczym.
Na imprezie wystąpiły znane zespoły folklorystyczne, między innymi: ZPiT Suszanie, Chórek, CM Šmykňa, ZPiT Zaolzi, Poddukelský umelecký ľudový súbor (PUĽS), Umelecký súbor Lučnica, Zespół Pieśni i Tańca „Śląsk” im. Stanisława Hadyny, Zespół Pieśni i Tańca AWF "Kalina", Zespołu Pieśni i Tańca „LUBLIN” im. Wandy Kaniorowej, Soubor písní a tanců Josefa Vycpálka.
Impreza po raz pierwszy odbyła się w roku 2006.

## Gminy partnerskie
- Lubomia (od 2013)
- Gelnica

## Galeria

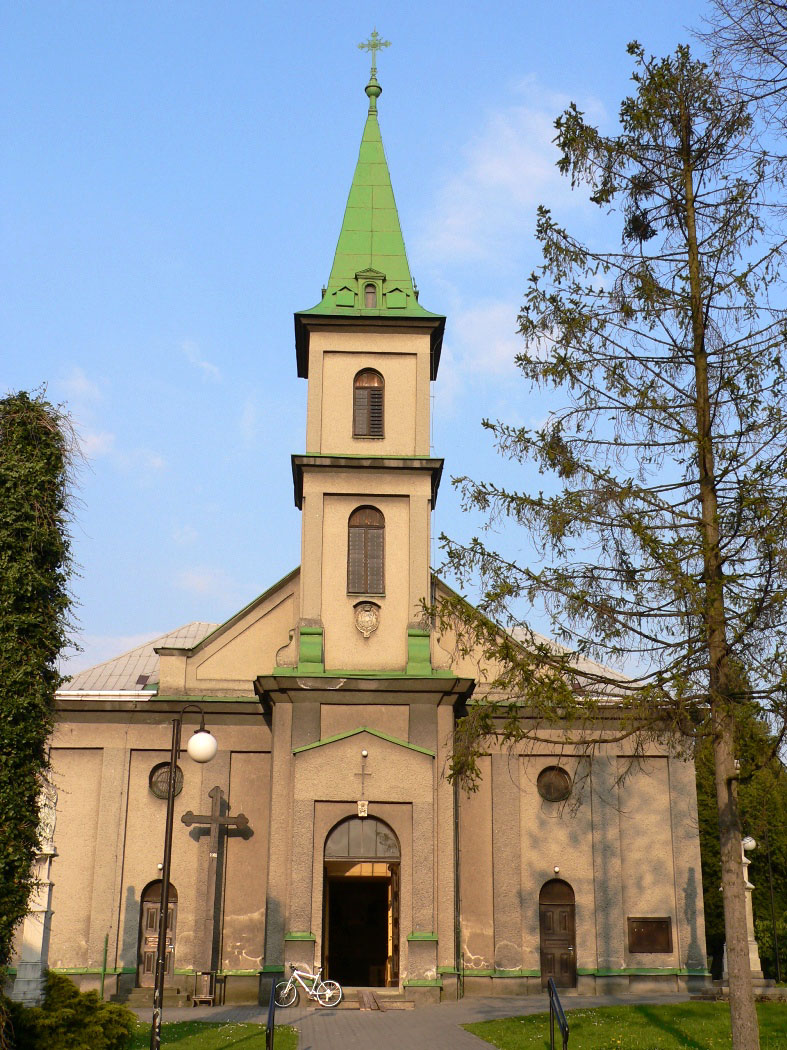
Katolicki kościół św. Józefa
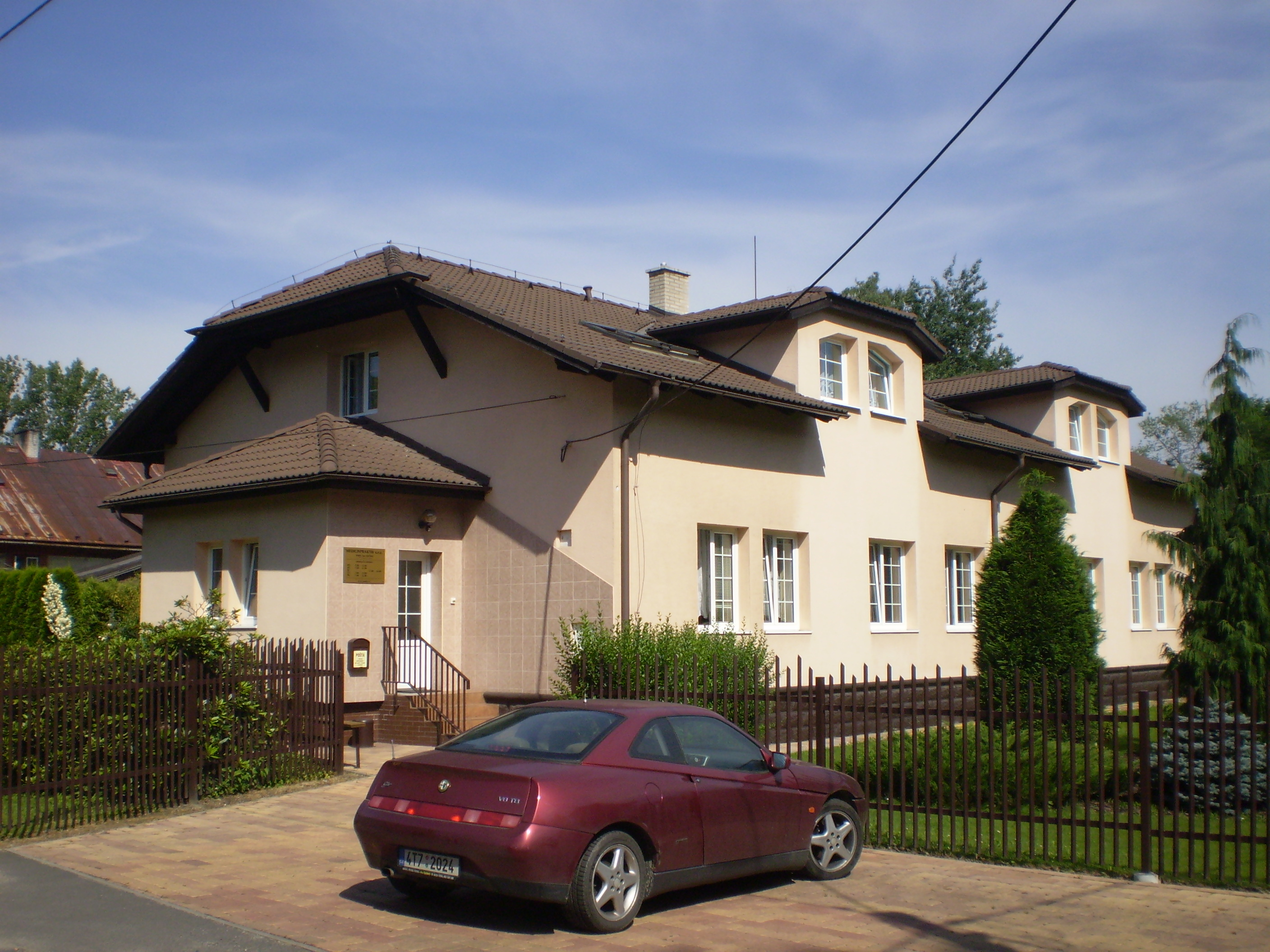
Ośrodek zdrowia
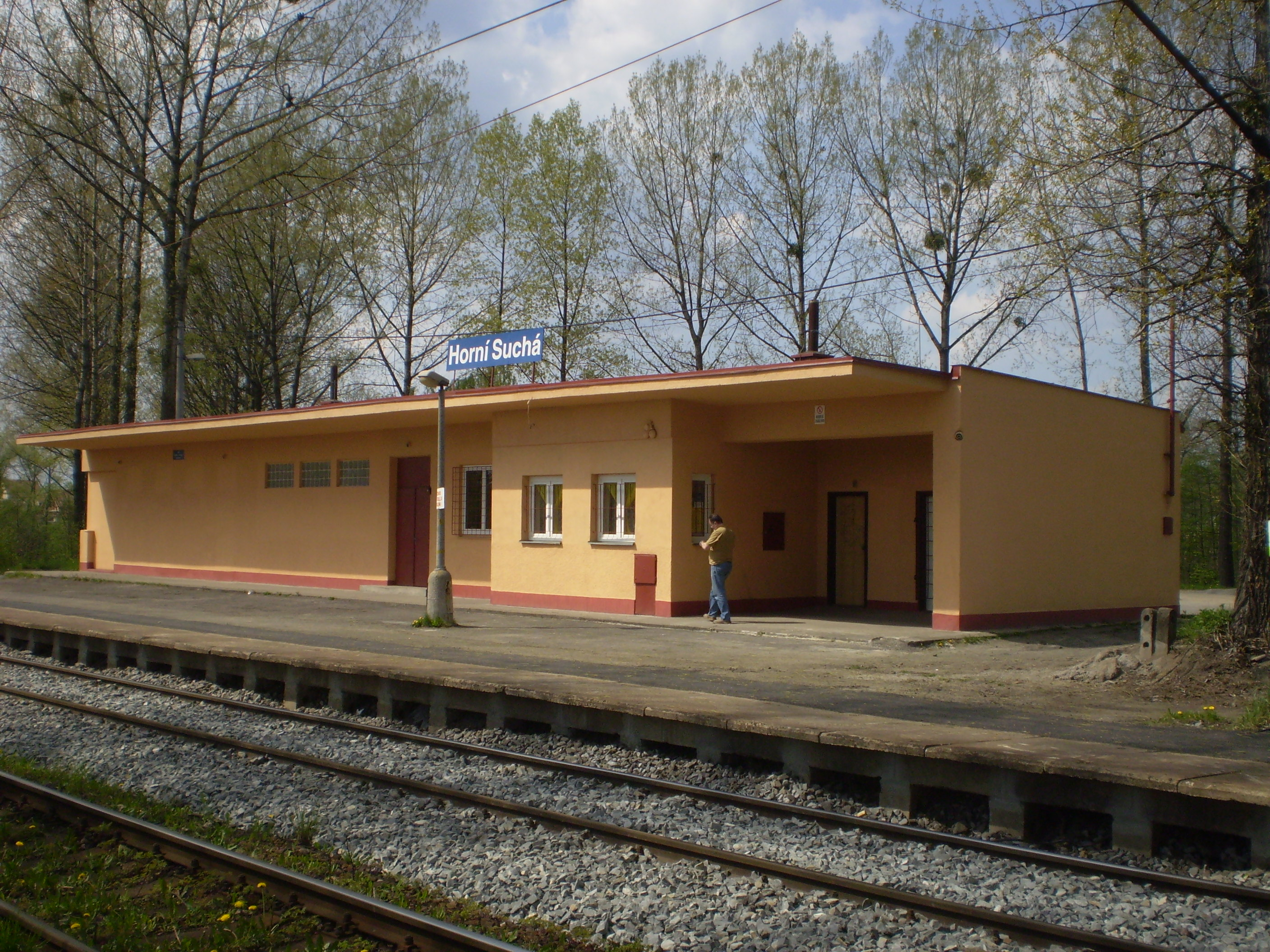
Przystanek kolejowy
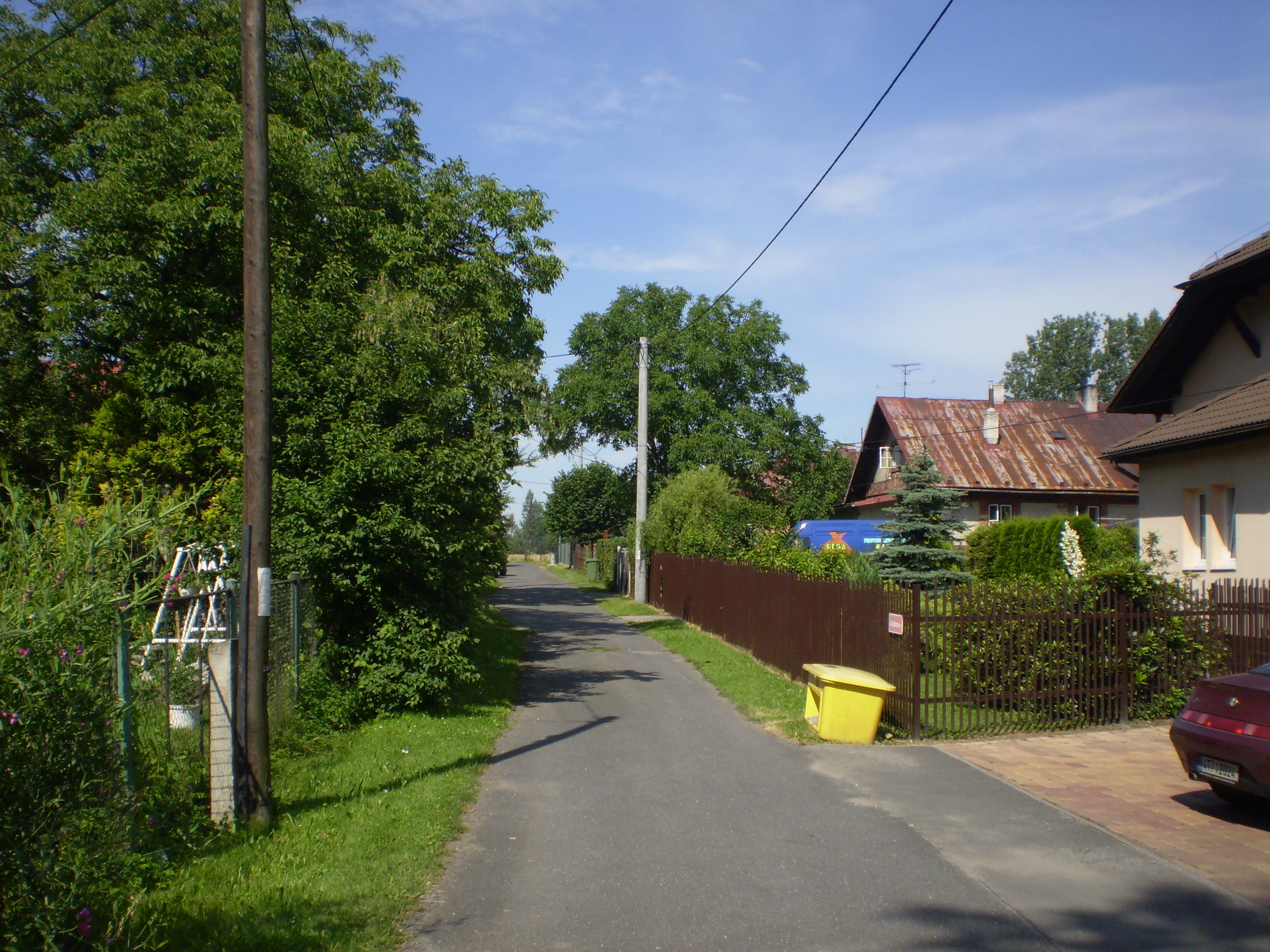
Uliczka w Suchej Górnej
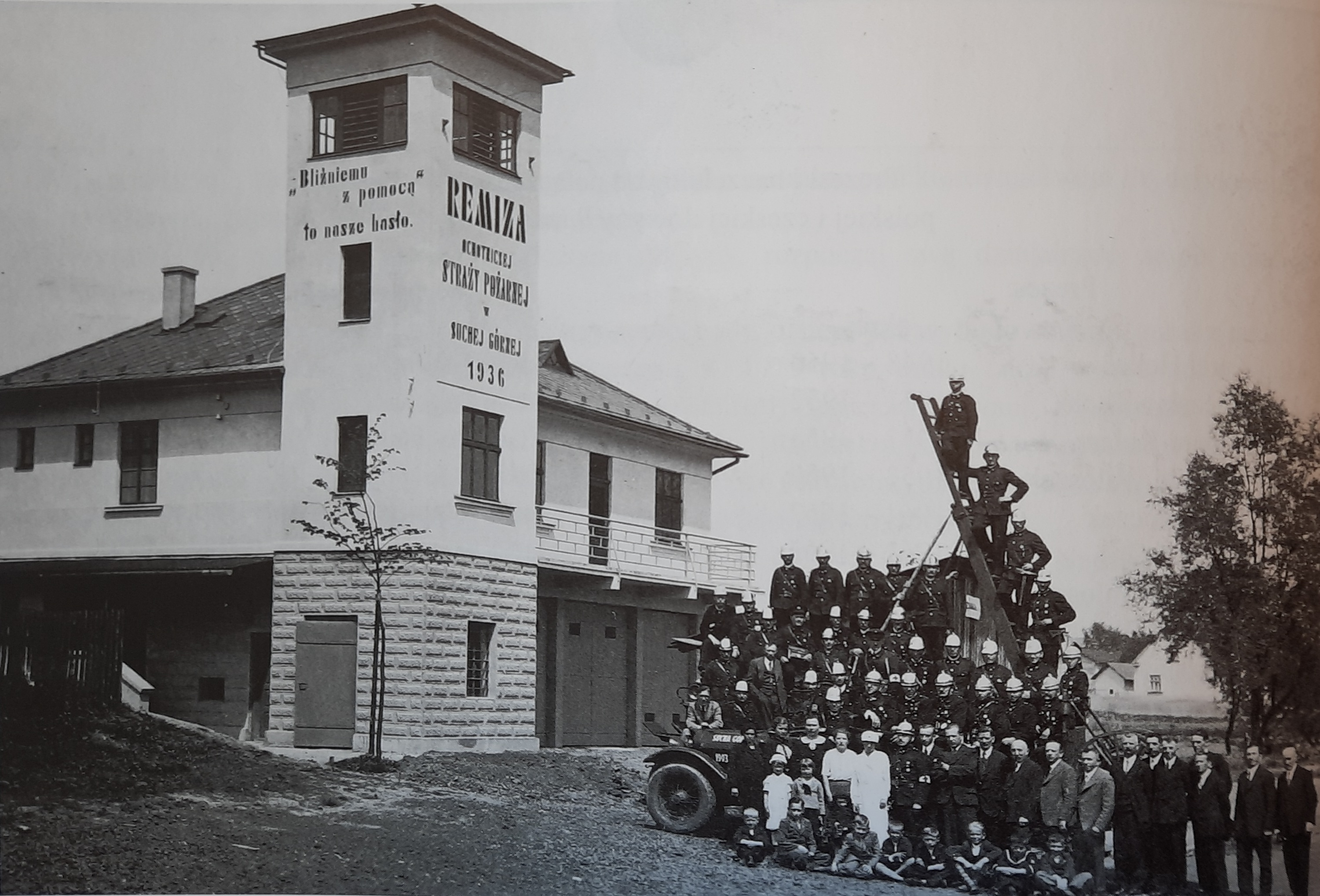
Remiza strażacka w Suchej Górnej - zdjęcie archiwalne